# Gadefejer
En gadefejer er en person, der som profession fejer gader og opsamler alskens skrald og affald fra gader og stræder. Med til arbejdeet hører også at tømme gadens affaldsbeholder.  Arbejdet, som typisk er ringeagtet og lavtlønnet, og kan være fysisk hårdt. Der er dog fremstillet forskellige køretøjer, som letter arbejdet.
Gadefejeren er udstyret med skovl, kost, papirsopsamler (kaldet en "hapser" eller "affaldstang") og en vogn til det indsamlede affald.
I 2007 lancerede den københavnske borgmester Klaus Bondam et gadefejerkorps med navnet Gadens Helte.
- Wikimedia Commons har flere filer relateret til Gadefejer

| Job | Spire Denne artikel om et job eller en stillingsbetegnelse er en spire som bør udbygges. Du er velkommen til at hjælpe Wikipedia ved at udvide den. |